# Devargudihal, Hubli
Devargudihal là một làng thuộc tehsil Hubli, huyện Dharwad, bang Karnataka, Ấn Độ.